# نویز راک
نویز راک (انگلیسی: Noise rock) سبکی از موسیقی راک است که در دهه ۱۹۸۰ ظهور کرد. نویز راک به‌لحاظ سازبندی و شمای کلی مشابه راک کلاسیک است اما مؤلفه‌هایی همچون آتونالیته و دیسونانس به آن افزوده شده و قواعد ترانه‌سازی معمول در سبک راک نیز کمتر در آن به‌چشم می‌خورد. ریشه‌های نویز راک به موسیقی آوانگارد و هنر صدا (Sound art) بازمی‌گردد و آثار این سبک معمولاً جلوه‌هایی از بازخورد صوتی الکترونیک (electronic feedback) و دیسونانس شدید را به نمایش می‌گذارند.
FreqCo یا فرکیوکو یکی از هنرمندانی است که از امواج نویز در آثار خود استفاده میکند.
حلقهٔ نو وِیو (no wave) نیویورک در اواخر دهه ۱۹۷۰ شامل گروه‌هایی نظیر مارس (Mars) و تینیج جیزز اند د جرکز (Teenage Jesus and the Jerks) در پیشبرد این سبک سهم عمده داشته‌اند. از گروه‌های مشهور نویز راک می‌توان سانیک یوث، بات‌هول سرفرز، جیزز لیزارد (The Jesus Lizard) و ملوینز را نام برد.